# Ligne 2 du tramway de Szczecin
Pour les articles homonymes, voir Ligne 2.

Développement de la ligne 2 dans les années 1905-1926

La ligne 2 du tramway de Szczecin relie l'arrêt Dworzec Niebuszewo à la Turkusowa Via E. Orzeszkowej – Boguchwały – A. Asnyka – H. Kołłątaja – Al. Wyzwolenia – Plac Rodła – Al. Niepodległości – Plac Brama Portowa – S. Wyszyńskiego – Energetyków – Gdańska – Eskadrowa – Jaśminowa – Turkusowa. Elle fut inaugurée 1905 et compte actuellement 18 stations pour une longueur de 11,5 km.

## Tracé et stations

### Tracé
| → Turkusowa | → Dworzec Niebuszewo |
| --- | --- |
| Dworzec Niebuszewo - Boguchwały - Asnyka - Kołłątaja - Wyzwolenia - Plac Rodła - Wyzwolenia - Plac Żołnierza Polskiego - Niepodległości - Brama Portowa - Wyszyńskiego - Energetyków - Gdańska - Basen Górniczy - Eskadrowa - Hangarowa - Jaśminowa - Turkusowa | Turkusowa - Jaśminowa - Hangarowa - Eskadrowa - Basen Górniczy - Gdańska - Energetyków - Wyszyńskiego - Brama Portowa - Niepodległości - Plac Żołnierza Polskiego - Wyzwolenia - Plac Rodła - Wyzwolenia - Kołłątaja - Asnyka - Dworzec Niebuszewo |

### Liste des stations
| Stations                 | Quartier desservi                      | Correspondances tram                 |
| ------------------------ | -------------------------------------- | ------------------------------------ |
| Dworzec Niebuszewo       | Niebuszewo-Bolinko                     | (12)                                 |
| Boguchwały1              | Niebuszewo-Bolinko                     | (12)                                 |
| Niemcewicza              | Niebuszewo-Bolinko                     | (12)                                 |
| Kołłątaja                | Niebuszewo-Bolinko, Śródmieście Północ | (3) · (10) · (12)                    |
| Odzieżowa                | Śródmieście Północ                     | (10) · (12)                          |
| Rayskiego                | Śródmieście Północ, Centrum            | (10) · (12)                          |
| Plac Rodła               | Centrum                                | (1) · (3) · (5) · (10) · (11) · (12) |
| Plac Żołnierza Polskiego | Stare Miasto                           | (1) · (3) · (10)                     |
| Brama Portowa            | Stare Miasto                           | (1) · (3) · (7) · (8) · (9) · (10)   |
| Wyszyńskiego             | Stare Miasto                           | (6) · (7) · (8)                      |
| Energetyków              | Międzyodrze-Wyspa Pucka                | (7) · (8)                            |
| Port Centralny nż        | Międzyodrze-Wyspa Pucka                | (7) · (8)                            |
| Parnica nż               | Międzyodrze-Wyspa Pucka                | (7) · (8)                            |
| Merkatora nż             | Międzyodrze-Wyspa Pucka                | (7) · (8)                            |
| Basen Górniczy           | Międzyodrze-Wyspa Pucka                | (7) · (8)                            |
| Hangarowa nż             | Dąbie                                  | (7) · (8)                            |
| Jaśminowa ZUS            | Zdroje                                 | (7) · (8)                            |
| Turkusowa                | Zdroje                                 | (7) · (8)                            |

1 → Turkusowa

## Exploitation

### Matériel roulant
| Image | Modèle     | Constructeur | Construction |
| ----- | ---------- | ------------ | ------------ |
|       | Pesa Swing | Pesa         | 2010–2012    |